# Nakskov
Nakskov anhörenⓘ ist die größte Stadt der Gemeinde Lolland auf der dänischen Insel Lolland. Sie liegt am westlichen Ende der Insel am Nakskov Fjord und hat 12.456 Einwohner (Stand 1. Januar 2023).
Seit 1969 bestand eine Städtepartnerschaft mit Eckernförde, welche 2007 aufgrund der dänischen Kommunalreform gekündigt wurde. Die Partnerschaft zu Alsfeld, bereits 1963 begründet, ist dort jedoch nach wie vor verzeichnet.

## Geschichte
In der Umgebung der Stadt wurden jungsteinzeitliche Siedlungsspuren gefunden. Das genaue Gründungsdatum des Ortes ist unbekannt. Die Stadtrechte erhielt Nakskov im Jahr 1266. Die Lage am Ende des Fjords war für die Anlage eines Hafens ideal. Wegen reicher Heringsvorkommen im Langelandsbelt kam die Stadt zu einigem Wohlstand.
Zu Beginn des 16. Jahrhunderts errichtete der dänische König auf der Insel Slotø im Fjord die erste Marinewerft Dänemarks, die gleichzeitig als Festung gegen feindliche Schiffe zum Schutz der Stadt diente. Während des Dänisch-Lübischen Krieges kam es 1510 vor Nakskov zu einer Seeschlacht, nachdem die Lübecker die Stadt geplündert hatten. Nakskov gehörte damals zu den größten dänischen Städten.
Die Kriege mit Schweden im 17. Jahrhundert führten 1659 zu einer mehrmonatigen Belagerung und Beschießung der Stadt durch die schwedische Flotte.
In den folgenden Jahrhunderten verlor Nakskov an Bedeutung. Zwar blieb es einer der wichtigsten Ausfuhrhäfen für die Landwirtschaft Lollands, jedoch spielten im Vergleich zu anderen dänischen Städten der Handel und später die Industrie auf Lolland nur eine geringe Rolle.
1916 wurde eine Schiffswerft durch den Reeder und Industriellen Hans Niels Andersen errichtet. Die Werft wurde in den folgenden Jahrzehnten zum wichtigsten industriellen Arbeitgeber der Stadt. Von 1920 bis 1987 wurden über 200 Schiffe in Nakskov gebaut, viele davon für den Werfteigner Det Østasiatiske Kompagni (East Asiatic Company), sowie das Segelschulschiff Danmark.
2007 wurde Nakskov mit mehreren Gemeinden zur Kommune Lolland vereint.

## Wirtschaft

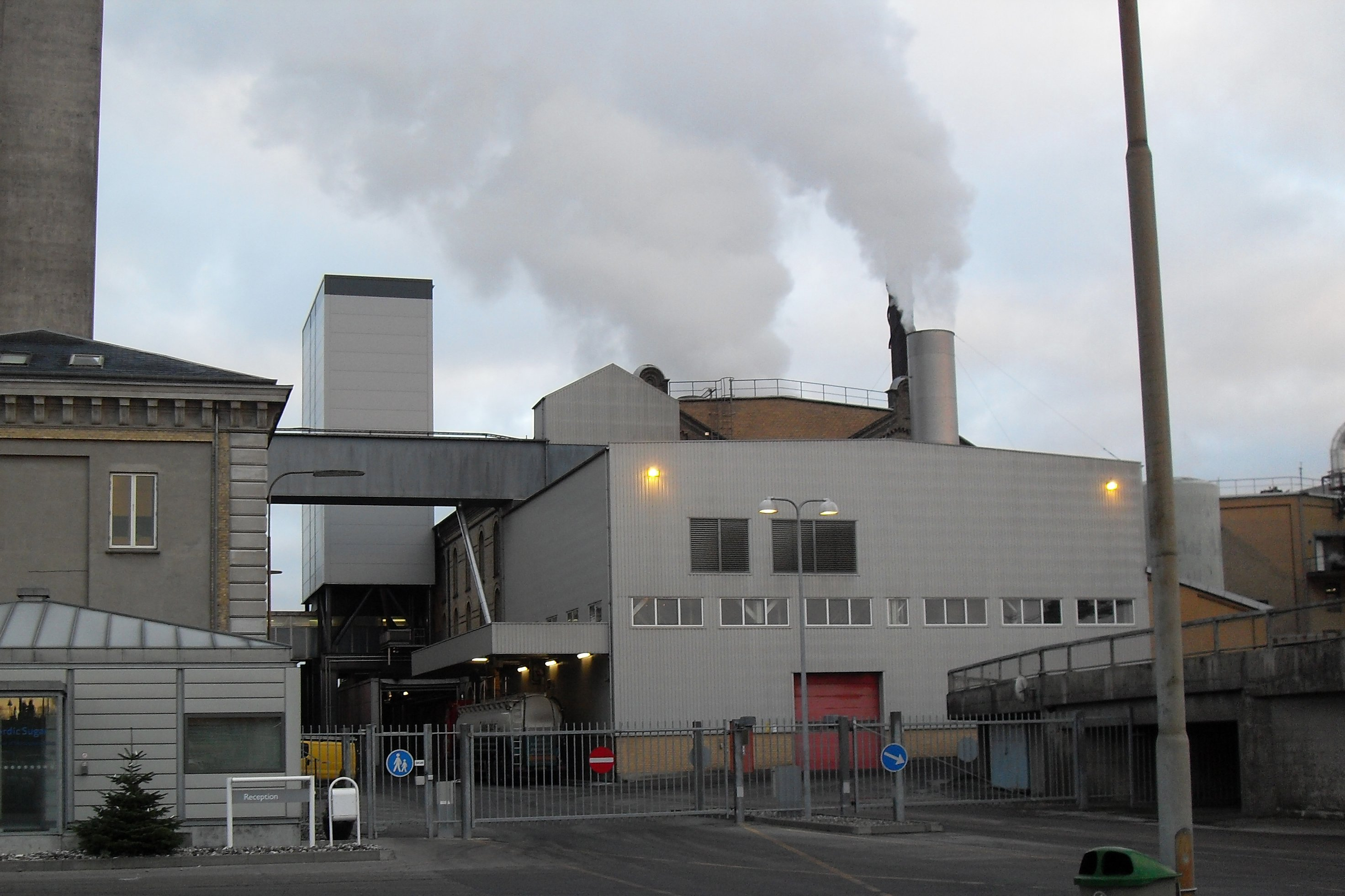
Eingang der Zuckerfabrik in Nakskov

Seit der Schließung der Werft stellt die Firma Vestas auf dem ehemaligen Werftgelände Rotorenblätter für Windgeneratoren her. Ein weiterer wichtiger Wirtschaftsfaktor ist die Zuckerfabrik der heute zu Nordzucker gehörenden Nordic Sugar (früher Danisco Sugar), die circa 12.000 Tonnen Zuckerrüben pro Tag verarbeitet und die größte der zwei (Nakskov und Nykobing/Falster) dänischen Zuckerfabriken ist.
Der Hafen dient überwiegend zur Ausfuhr von Getreide. Da nur Schiffe mit einem Tiefgang von bis zu 5,70 m den Hafen anlaufen können, ist nur das Beladen kleinerer Schiffe möglich. Wie in nahezu allen Hafenstädten Dänemarks existieren umfangreiche Liegemöglichkeiten für Jachten.
Ein zunehmend wichtiger werdender Wirtschaftsfaktor ist der Tourismus.

## Verkehr
Die Fährverbindung zur Nachbarinsel Langeland wurde vor einigen Jahren aus der Stadt hinaus in den nordwestlichen Vorort Tårs verlegt.
Die Autobahn von Rødbyhavn (Fähre nach Puttgarden) nach Kopenhagen ist etwa 25 km entfernt bei Maribo.
An das Eisenbahnnetz ist die Stadt über die private Bahnstrecke Nykøbing F–Nakskov angeschlossen.

## Sehenswürdigkeiten

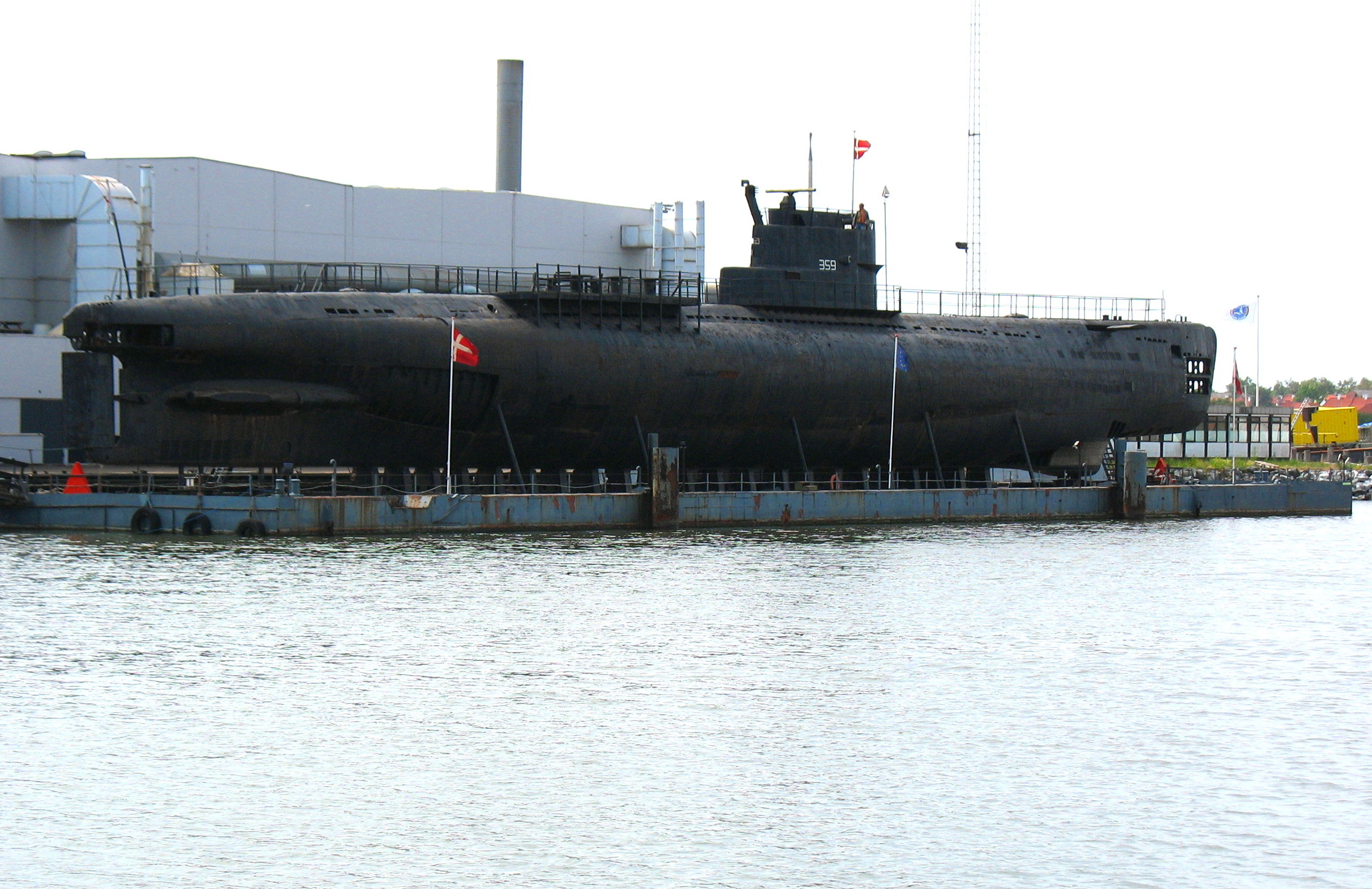
U-359 vor dem U-Bootmuseum

- die gotische St.-Nikolai-Kirche, die im 15. Jahrhundert errichtet wurde. Einige Teile stammen noch vom Vorläuferbau aus dem 13. Jahrhundert
- in der Altstadt einige Häuser aus dem 16. bis 18. Jahrhundert
- das dänische Zuckermuseum
- Die Geschichte der Werft ist das Hauptthema des Schiffs- und Seefahrtsmuseums. Es befindet sich im Gebäude der Hafenverwaltung.
- Neben dem alten Werftareal konnte zwischen 1997 und April 2011 ein 1953 gebautes sowjetisches U-Boot des Projekt 613 besichtigt werden.[5]
- In Nakskov befindet sich auch einer der ältesten jüdischen Friedhöfe Dänemarks.

## Söhne und Töchter der Stadt
- Fritz Hansen (1847–1902), dänischer Möbeltischler und Unternehmensgründer
- Johan Ludwig Jensen (1859–1925), dänischer Mathematiker
- August Enna (1859–1939), dänischer Musiker und Komponist
- Jørgen Skafte Rasmussen (1878–1964), dänischer Ingenieur und Industrieller
- Richard Sennels (1912–2006), Organist und Komponist
- Ernst Bruun Olsen (1923–2011), dänischer Schauspieler, Dramatiker, Hörspielautor und Regisseur
- Stefan Wenzel (* 1962), deutscher Politiker (Bündnis 90/Die Grünen)
- Helle Helle (* 1965), Schriftstellerin
- Mette Jacobsen (* 1973), Schwimmerin und Olympionikin
- Anna Sofie Hartmann (* 1984), Regisseurin und Drehbuchautorin